# Heading Up High
Heading Up High is een nummer van de Nederlandse dj Armin van Buuren uit 2015, in samenwerking met de Nederlandse indie-rockband Kensington. Het is de vierde single van Van Buurens zesde studioalbum Embrace.
In het nummer wordt dancemuziek met rockmuziek gecombineerd. Het eerste couplet en het refrein zijn rustig, maar dan slaat het om in een dance-beat, waarin het gitaarspel van zanger Eloi Youssef en gitarist Casper Starreveld te horen is. Na deze beat gaat het nummer meer de rock-kant op, waarbij de gitaren en de drums van de band te horen zijn bij de tweede keer dat het refrein gezongen wordt. Hierna volgt weer dezelfde dance-beat.
Het nummer haalde een bescheiden 12e positie in de Nederlandse Top 40. In Vlaanderen kwam het nummer terecht op de derde positie in de Tipparade.

## NPO Radio 2 Top 2000
| Nummer met noteringen in de NPO Radio 2 Top 2000 | '16 | '17 | '18 | '19 | '20 | '21 | '22 | '23 | '24 |
| ------------------------------------------------ | --- | --- | --- | --- | --- | --- | --- | --- | --- |
| Heading Up High                                  | 467 | 749 | 381 | 413 | 513 | 461 | 701 | 844 | 942 |

1. ↑  Een vetgedrukt getal geeft de hoogste notering aan.
2. ↑  2016 was het eerste jaar met een notering voor dit nummer.

Eloi Youssef · Casper Starreveld · Niles Vandenberg · Jan Haker